# دميتريفكا (فراكا)
دميتريفكا (Дмитрівка) هي مدينة في مقاطعة فراكا في أوكرانيا.
يبلغ عدد سكانها حوالي 4562 نسمة.